# مسعود الشيكر
مسعود الشيكر (1905 - 1969)، هو ثاني وزير للداخلية في تاريخ المملكة المغربية بعد الاستقلال، تولى وزارة الداخلية بين ماي و ديسمبر 1958 خلال حكم الملك محمد الخامس.
كما أن عائلته كانت قريبة من المصاهرة مع عائلة «الدليمي» بعدما خطب الجنرال أحمد الدليمي إبنته قبل أن يتراجع عن الزواج بها عقب إعفائه من مهامه.